# Чимитдоржиев, Владимир Лхамаевич
Владимир Лхамаевич Чимитдоржиев (Бабу Лама) (6 февраля 1956, с. Челутай, Агинского района, Читинская область, РСФСР, СССР — 27 октября 2011) — бурятский буддийский лама, учёный, философ, просветитель, религиозный и общественный деятель России, Дид Хамбо-лама, 1-й зам. гл. Традиционной буддийской Сангхи России, основатель и первый директор Школы тибетской медицины при Агинском дацане (в настоящее время Агинской Буддийской Академии), основатель и первый директор Агинского филиала Читинского медицинского колледжа (в настоящее время Государственное автономное профессиональное образовательное учреждение «Агинский медицинский колледж им. В. Л. Чимитдоржиева»), автор инновационного образовательного проекта «Духовное профессиональное образовательное учреждение „Агинская Буддийская Академия“ — комплекс интегрированного духовного и светского образования, синтеза знаний европейских и восточной медицинской практики» и «Интеграция восточной и европейской медицины в образовательном пространстве медицинского училища», доктор буддийской философии.

## Биография
Владимир Лхамаевич Чимитдоржиев (Бабу Лама) родился 6 февраля 1956 года в с. Челутай Агинского района Читинской области в большой и дружной семье. В семье их было пятеро братьев.

## Образование
1975 г. — окончил Агинское педагогическое училище,
1987 г. — окончил Буддийский институт им. Занабазара в г. Улан-Батор (Монголия),
1999 г. — окончил Московский институт экономики политики и права.

## Трудовая деятельность
В 1975 г. — учитель начальных классов в Будаланской средней школе,
с 1976 по 1977 гг. — пионервожатый во Всероссийском пионерском лагере «Орленок»,
с 1977 по 1978 гг. — инструктор Агинского окружного комитета ВЛКСМ,
с 1978 по 1980 гг. — заведующий организационным отделом Агинского райкома ВЛКСМ, заместитель председателя по кадрам в колхозе им. Дылгырова,
с 1980 по 1983 гг. —  послушник, лама Агинского дацана,
с 1987 по 1993 гг. — унзад лама, заместитель настоятеля Агинского дацана,
с 1993 — основатель и директор Школы тибетской медицины при Агинском дацане (в настоящее время Агинской Буддийской Академии). Впервые в истории буддийского образования в России ввел экспериментальные инновации и осуществил реализацию концепции «Духовное профессиональное образовательное учреждение „Агинская Буддийская Академия“ — комплекс интегрированного духовного и светского образования, синтеза знаний европейских и восточной медицинской практики». Под руководством и непосредственном участии создана уникальная лаборатория по изготовлению тибетских лекарств по рецептурнику Агинского дацана. В 2010 году Агинская Буддийская Академия получила диплом лауреата Международного Форум-Конгресса «Образование без границ»,
с 1998 г. — Дид Хамбо лама Буддийской Традиционной Сангхи России.
с 2003 г. — Основатель и первый директор Агинского филиала Читинского медицинского колледжа (в настоящее время ГАПОУ"Агинский медицинский колледж им. В. Л. Чимитдоржиева"). Он был автором инновационного образовательного проекта «Интеграция восточной и европейской медицины в образовательном пространстве медицинского училища», под его руководством Агинский медицинский колледж дважды становился лауреатом Международного Форум-Конгресса "Образование без границ, обладателем главного приза Российского образовательного форума — «Большой жемчужины Российского образования». Владимир Лхамаевич был инициатором внедрения системы менеджмента качества в колледже и одним из первых в России добился сертификации образовательных услуг на соответствие международным стандартам качества ИСО 9001-2008,
с 2009 г. — Депутат Думы городского округа «Поселок Агинское»,
с 2006 г. — председатель Совета директоров профессионального образования Агинского Бурятского Округа,
с 2010 г. — член Собрания представителей Агинского Бурятского округа.

## Награды и звания
- Орден Дружбы (4 июня 2008 года) — за большой вклад в укрепление дружбы между народами и развитие духовно-нравственных традиций[1].
- Медаль «За заслуги перед Читинской областью» (2008, Читинская область).
- Медаль «За веру и добро» (Кемеровская область).
- Заслуженный работник образования Агинского Бурятского Автономного Округа.
- Почётный работник среднего профессионального образования РФ (2008).
- Нагрудный знак МВД России «За содействие МВД России».
- Почётная Грамота Буддийской Традиционной Сангхи России.
- Орден и медаль Современного Гуманитарного Университета «Заслуженный сотрудник», «За добросовестный труд», «За воспитание студентов»,

## Память
Агинский медицинский колледж с 2012 г. носит имя В. Л. Чимитдоржиева.
2002 г. — автор книги «Сотереологические мотивы в буддизме» (2002). Он провел сравнительный анализ социально-философских аспектов буддийской сотереологии в проекции христианской сотереологической концепции.
В 2009—2010 годах Владимир Чимитдоржиев принимал активное участие в государственном экспериментальном проекте «Основы религиозных культур и светской этики», результатом его кропотливой работы стал учебник «Основы буддийской культуры» для школьников 4-5-х классов.
В 2013 году в год 20-летия Агинской Буддийской академии на территории Агинского дацана, у здания академии возведена ступа в честь ее основателя и первого ректора Чимитдоржиева Владимира Лхамаевича. 23 августа 2013 года ламы во главе с Пандито хамбо ламой, руководителем Буддийской традиционной Сангхи России Дамба Аюшеевым освятили ступу, построенную в честь Бабу-ламы. Буддийская ступа была возведена на средства близких, родственников, друзей Бабу ламы и Агинского дацана.